# Nastri d'argento 1955
Els Nastri d'argento 1955 foren la desena edició de l'entrega dels premis Nastro d'Argento (Cinta de plata<9 que va tenir lloc el 16 de juliol de 1955.

## Guanyadors

### Productor de la millor pel·lícula
- Carlo Ponti i Dino De Laurentiis - La strada

### Millor director
- Federico Fellini - La strada

### Millor guió
- Federico Fellini i Tullio Pinelli - La strada

### Millor interpretació de protagonista femenina
- Silvana Mangano - L'oro di Napoli

### Millor interpretació de protagonista masculí
- Marcello Mastroianni - Giorni d'amore

### Millor actriu no protagonista
- Tina Pica - Pane, amore e gelosia

### Millor actor no protagonista
- Paolo Stoppa - L'oro di Napoli

### Millor banda sonora
- Angelo Francesco Lavagnino - Continente perduto

### Millor fotografia
- Aldo Graziati (in memoriam) - Senso

### Millor escenografia
- Mario Chiari - Carosello napoletano

### Premio a disposició del Jurat
- Mario Craveri per l'ús del CinemaScope a Continente perduto

### Millor pel·lícula estrangera
- La llei del silenci (On the Waterfront) d'Elia Kazan